# Cornelius Osten
Cornelius Osten (auch Cornelio Osten; * 11. Februar 1863 in Bremen, Deutschland; † 6. September 1936 in Montevideo, Uruguay) war ein deutscher Kaufmann und Botaniker, der vor allem in Uruguay tätig war. Sein botanisches Autorenkürzel ist Osten.

## Leben und Wirken
Cornelius Osten war der erste Sohn des Bremer Kaufmanns und Senators Friedrich Carl Philipp Osten. 1896 emigrierte er nach Uruguay und gründete ein Exportunternehmen für Wolle. Darüber hinaus befasste er sich mit botanischen Forschungen. Dabei arbeitete er zusammen mit José Arechavaleta y Balpardo, dem Direktor des Museo Nacional de Historia Natural (MNHN). Eines seiner Arbeitsgebiete waren die Sauergrasgewächse, die er zusammen mit Georg Kükenthal studierte. Er erforschte insbesondere das Gebiet des Río de la Plata und unternahm mit Emil Hassler und seinem Schüler Teodoro Rojas (1877–1954) Forschungsreisen nach Paraguay. In Montevideo baute er ein Herbarium auf, das 1907 etwa 2000 Exemplare umfasste. Von 1925 bis 1932 gab das Herbarium die Zeitschrift Comunicaciones heraus.
1928 kam sein jüngerer Bruder Hans Osten nach Montevideo, um ihn bei der Geschäftsführung und bei den botanischen Untersuchungen zu unterstützen. Cornelius Osten beendete 1929 die Geschäftstätigkeit und widmete sich seinen botanischen Forschungen. Mit seinem Bruder reiste er nach Argentinien nach Mendoza und nach Córdoba. Duplikate seiner Sammlungsexemplare überließ er auch anderen Museen wie dem Botanischen Museum Berlin-Dahlem, dem Field Museum of Natural History in Chicago und dem Muséum d’Histoire Naturelle de Buenos Aires.
Cornelius Osten war verheiratet mit Elsa geb. Tappen. Er verstarb 1936 in Montevideo und wurde auf dem Cementerio Británico von Montevideo in einer Familiengruft beerdigt. Sein Herbarium mit über 23.000 Exemplaren vor allem aus Uruguay, Paraguay, Argentinien und Brasilien und seine Bibliothek überließ er kurz vor seinem Tod dem Museo Nacional de Historia Natural. 1941 wurden die Notas sobre cactáceas veröffentlicht. Einige der darin enthaltenen Beschreibungen werden ihm mit der Jahresangabe 1941 zugeschrieben, obwohl er bereits verstorben war.

## Auszeichnungen und Ehrungen
- 1934: Ehrendoktor der Universität Göttingen
- Die Gattung Ostenia der Familie Froschlöffelgewächse ist nach ihm benannt.
- Die Untergattung Ostenigunnera mit der Art Gunnera herteri Osten der Gattung Gunnera ist nach ihm benannt.
- Im Botanischen Garten von Montevideo ist die Avenida Profesor Cornelius Osten, ein etwa 560 Meter langer Fußweg, nach ihm benannt.

## Schriften
- Seltenheit der Verbena-Bastarde in Argentinien. Brief an Franz Buchenau. In: Abhandlungen des Naturwissenschaftlichen Vereins zu Bremen. Band 14, Heft 2, 1897, S. 264 (Textarchiv – Internet Archive).
- mit Wilhelm Franz Herter: Plantae Uruguayenses. In: Anales del Museo de Historia Natural de Montevideo. 2. Serie, Band 1, 1925, S. 325–405, OCLC 66567873.
- mit Wilhelm Franz Herter: Contribuciones al conocimiento de la flora de la república O. del Uruguay. In: Comunicaciones Herbarium Cornelius Osten. Nr. 1. Montevideo 1925, OCLC 175296796:

Podostemaceae Florae Uruguayensis. S. 14–17.
Droseraceae Florae Uruguayensis. S. 18.
Halorrhagaceae Florae Uruguayensis. S. 19.
Misceláneas. S. 20–28.
- Las Ciperáceas del Uruguay. In: Anales del Museo de Historia Natural de Montevideo. 2. Serie, Band 3, 1931, S. 109–256, OCLC 475281638.
- Una Gunnera en el Uruguay: Gunnera herteri Osten n.sp. In: Comunicaciones Herbarium Cornelius Osten. Nr. 2. Montevideo 1932, S. 33–39, OCLC 21236625.
- Una nueva especie de Gunnera del Uruguay: Gunnera herteri Osten n.sp. In: Physis. Band  11. Buenos Aires 1932, S. 176–178.
- mit Wilhelm Franz Herter: Sobre el descubrimiento de una Gunnera en el pais. In: Archivos de la Sociedad de Biología de Montevideo. Band 5, 1933, S. 3–9, OCLC 252415732.
- Notas sobre cactáceas. Museo de Historia Natural, Montevideo 1941, OCLC 153857606 (online, PDF; 28,4 MB).